# Cinéma cap-verdien

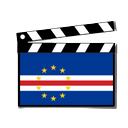
Un clap aux couleurs du drapeau cap-verdien.

L’histoire du cinéma capverdien remonte à l’arrivée des cinéastes au début du XXe siècle. Le premier cinéma a été établi à Mindelo vers 1922, appelé Eden Park.
Le pays compte deux festivals de cinéma, le Festival international du film du Cap-Vert (en) (CVIFF), qui a lieu chaque année sur l'île de Sal et dont la première édition a eu lieu en 2010. Le Festival International du Film de Praia Cinema do Plateau sur l'île de Santiago avec sa première édition a eu lieu en 2014. Guenny K. Pires, cinéaste primée, directrice de la photographie, monteuse de films et professeure d'arts médiatiques numériques, a fondé le PIFF. Il est le premier Cap-Verdien d’origine à écrire, réaliser et produire des films documentaires et narratifs sur le Cap-Vert. M. Pires, un cinéaste visionnaire, a pour mission de faire connaître au monde entier l’histoire et la culture de son pays natal. En 2005, il s'installe à Los Angeles, où il fonde Txan Film Productions & Visual Arts, une société de production composée de quatre membres qui produit des documentaires, des docudrames, des films de fiction et du matériel pédagogique.

## Films

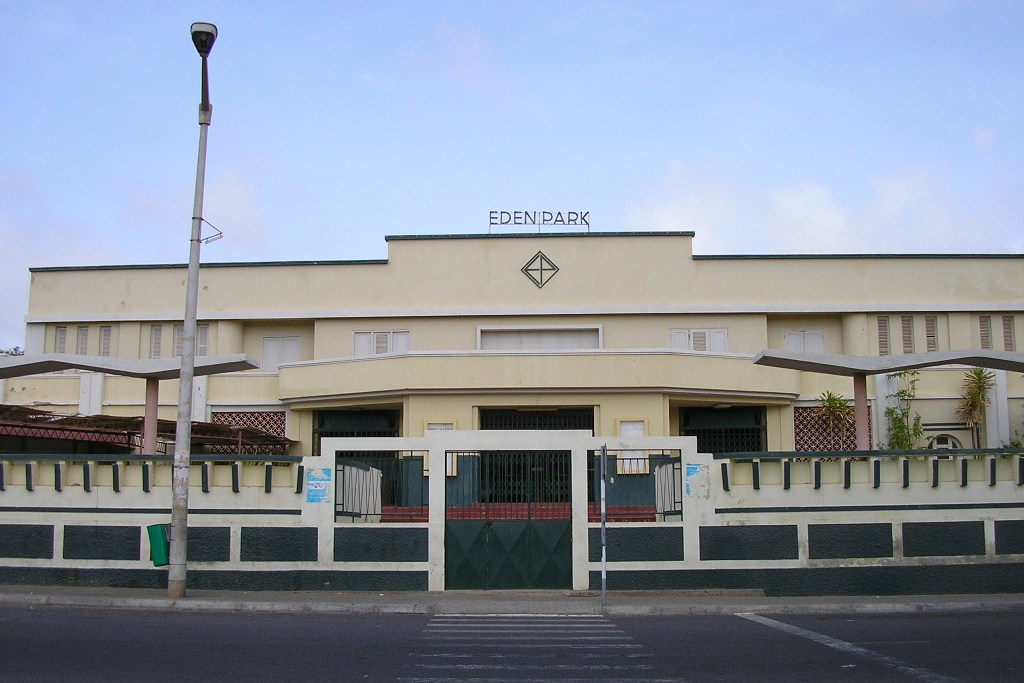
Eden Park, la première salle de cinéma du Cap-Vert.

- Os Flagelados do Vento Leste (en) (1987)
- Down to Earth (1995) - un film dramatique réalisé par Pedro Costa
- L'île de Contenda (1995) - film dramatique
- Le testament de Napomuceno (en) (1997)
- Fintar o Destino (en) (1998) - film sportif
- Ma voix ( Nha Fala ) (2002)
- Le voyage du Cap-Vert (2004)
- Une sorte de drôle de Portoricain ? " : Une histoire américano-capverdienne (2006)
- Batuque, l'âme d'un peuple (2006) - un film sur le genre musical et dansé du batuque
- Santo Antão - Paisagem & Melodia (2006) (anglais : Santo Antão : Countryside & Songs, créole capverdien : Santu Anton : Paisajen & Meludia)
- Cabo Verde na cretcheu (ALUPEK : Kabuberdi na kretxeu ) - un film théâtral
- A Ilha dos Escravos (en) ( L'île des esclaves ) (2008)
- La femme des vieux grands (2010)
- Contrat (2010)
- Imaginez le Léviathan (2012)
- Momento : Pupkulies et Rebecca jouent au Cap-Vert (2013)
- Un autre pays : Hommage à John Ford (2013)
- Buska Santu (2016) - court métrage
- Coração Atlântico ( Atlantic Heart ) (2016) - long métrage dramatique[1]
- Hora do Bai (2017) - court métrage
- Sukuru (2017)
- Le dernier souhait du volcan (2020) - court/long métrage réalisé par Guenny K. Pires

### Documentaires
- Fogo, il de feu (1979)
- Un carnaval dans le Sahel (1979)
- Morna Blues (1996) - réalisé par Anaïs Porsaïc et Éric Mulet
- Amílcar Cabral (2001) - un court métrage documentaire
- Le Cap Musical (2004) - à propos du Festival de Musique Baía das Gatas
- Le Voyage du Cap-Vert (2004) réalisé par Guenny K. Pires
- Indépendance du Cap-Vert (2005) réalisé par Claire Andrade-Watkins

- Une sorte de drôle de Portoricain ? :Une histoire américano-capverdienne (2006) réalisé par Claire Andrade-Watkins

- Arquitecto ea Cidade Velha (Architecture de Cidade Velha ) (2007) - réalisé par Catarina Alves Costa
- Mindelo : Traz d'horizonte (2008) (Portugais : Mindelo : Tras de horizonte)
- Cabo Verde Inside (2009) - un film documentaire autobiographique
- Kontinuasom (2009) - (Anglais : Kontinuasom, Portugais : Kontinuasom)
- Lettre de Hollande (2010)
- Bitú (2010) — sur un peintre originaire de Mindelo, filmé en 2006
- Carnaval de Mindelo 2010 ( Carnaval de Mindelo 2010, en fait sous le nom de Carnaval do Mindelo 2010 ) - À propos du carnaval de Mindelo de 2010[2]
- Cabralista (Amilcar-Cabralian ) (2011)
- Kolá San Jon (2011) sur la fête de Saint Jean-Baptiste (São João) - sortie en juin
- Fiers d'être capverdiens : un regard sur les Capverdiens du Golden State (2012)

- Serenata de Amor (2013) réalisé par Claire Andrade-Watkins

- Criant : Tierra (2013) - un documentaire
- Tão longe é aqui (2013) (Créole capverdien : Tan longi é aki )
- Tututa (2013)
- Terra Terra (2014) réalisé par Paola Zerman — sur la musique et le carnaval du Cap-Vert

- Travailler sur les bateaux : les maîtres du métier (2016) réalisé par Claire Andrade-Watkins

- Firmeza (2018) réalisé par Paola Zerman, sur le hip hop de Mindelo
- Contract ( 2010) réalisé par Guenny K. Pires
- À la recherche de mon identité (2012) réalisé par Guenny K. Pires
- Le dernier souhait du volcan (2020) réalisé par Guenny K. Pires
- Le Prince de Fogo, long métrage pour enfants, réalisé par Inge Tenvik.

## Lectures complémentaires
- Claire Andrade-Watkins, "Le cinéma et la culture au Cap Vert et en Guinée-Bissau", Cinémas africains, une oasis dans le désert ? ( Cinéma africain, une oasis au bord du désert ), Condé-sur-Noireau, Corlet/Télérama, 2003, p. 148-151, Collection CinémAction, no. 106 (ISBN 2854809807)